# خانه ابراهیم خان
خانهٔ ابراهیم خان سالار افخم (درگذشتهٔ ۱۲۶۱ ه‍. خ) حاکم دودانگه مربوط به سدهٔ ۱۳ ه‍.ق است و در روستای ملاده شهرستان مهدیشهر واقع شده و این اثر در تاریخ ۲۲ آبان ۱۳۶۲ با شمارهٔ ثبت ۱۶۴۶ به‌عنوان یکی از آثار ملی ایران به ثبت رسیده است. ساخته شدن این خانه به سال ۱۲۴۹ ه‍. خ برای سکونت شخصی برمی‌گردد.

## ابراهیم خان که بود؟
ابراهیم خان حاکم یکی از قسمت‌های بلوک هزارجریب یعنی دودانگه بوده است. حکومت بر چهاردانگه با سردار رفیع یانسری، نجفقلی خان و محسن خان بوده است.

## نگارخانه

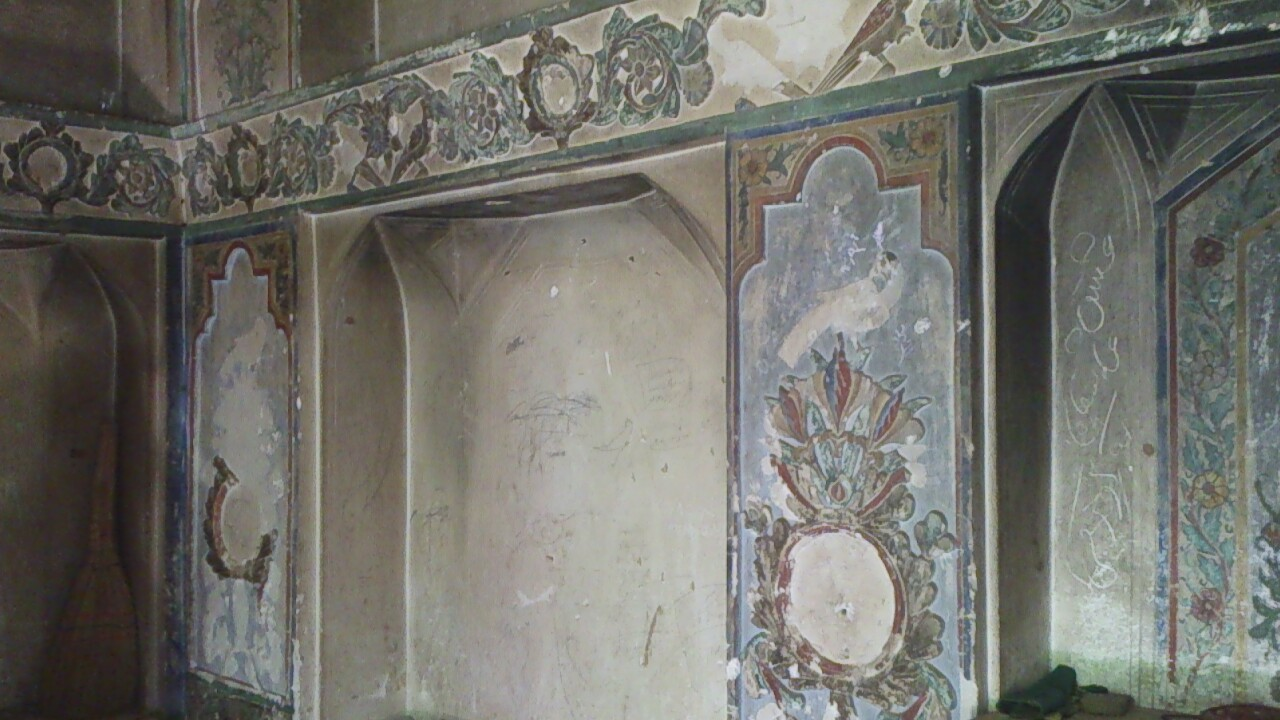
دیوارهای اصلی‌ترین اتاق عمارت که به نام «شاه‌نشین» آوازه دارد
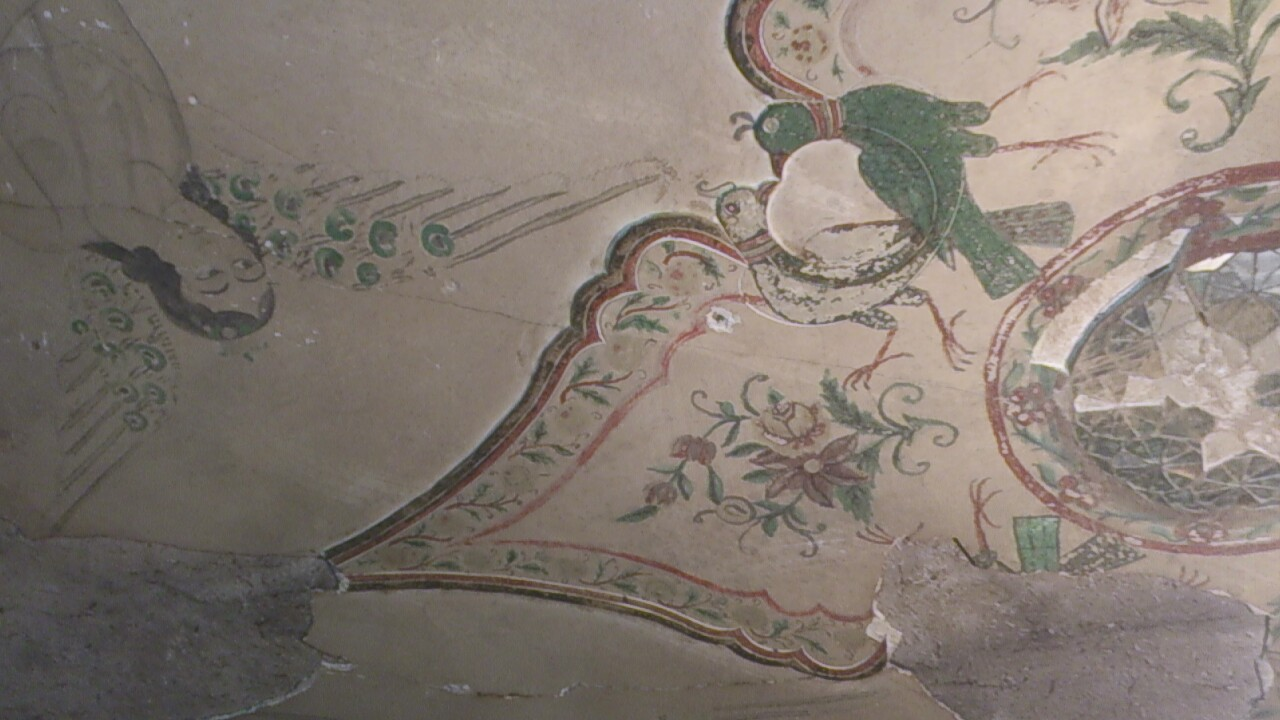
ریختن بخشی از سقف در پی بی‌توجهی و مراقبت نکردن
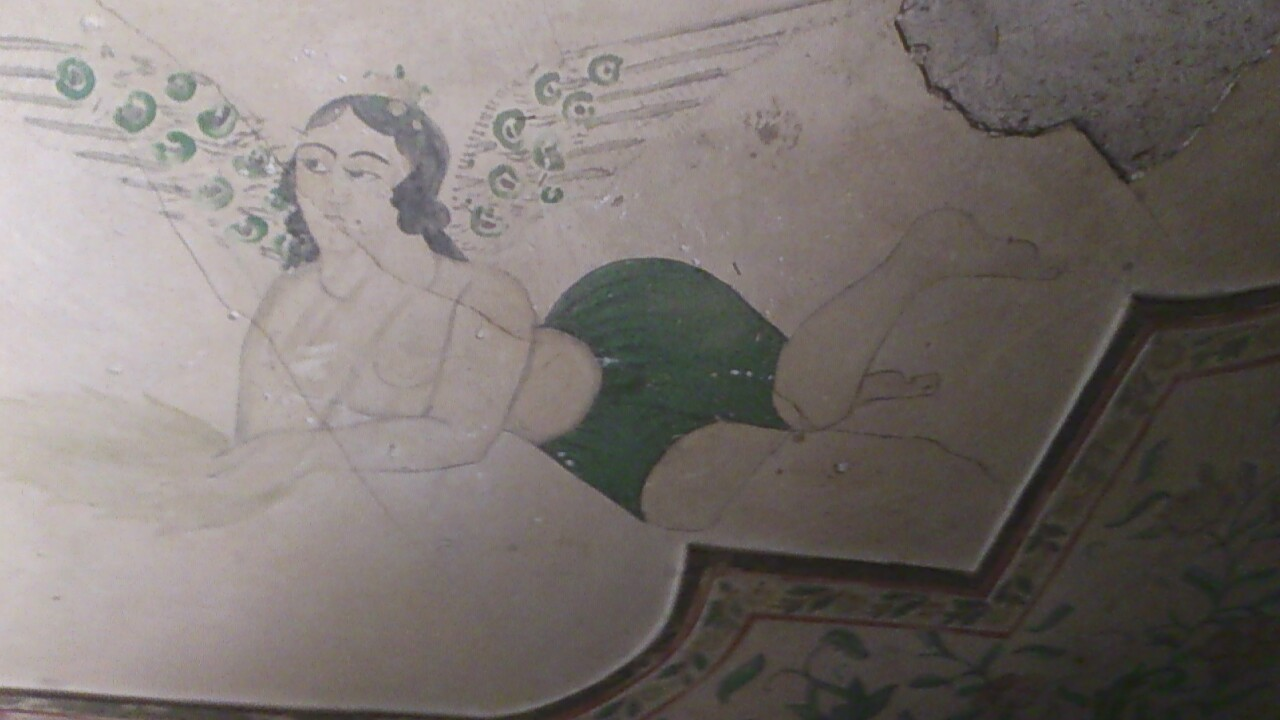
عکس شاه پریان بر سقف
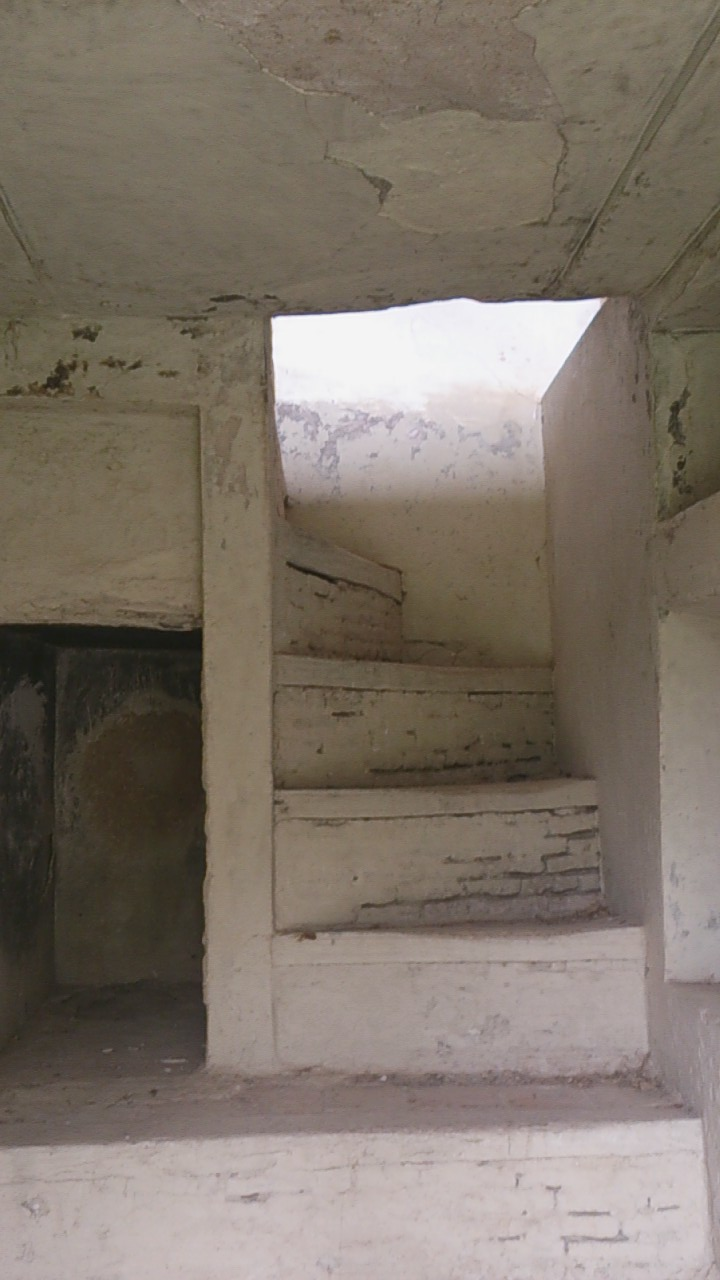
یکی پله‌هائی که به طبقهٔ بالا می‌روند